# 19 Kids and Counting
 (octobre 2022).
19 Kids and Counting (anciennement 17 Kids and Counting et 18 Kids and Counting) est une série de téléréalité américaine qui suit une famille nombreuse américaine, les Duggar, diffusée hebdomadairement du 29 septembre 2008 au 19 mai 2015 sur TLC.

## Synopsis
Jim Bob Duggar et Michelle Duggar (mariés en juillet 1984) ont dix-neuf enfants et habitent à Tontitown dans l'Arkansas . Les Duggar revendiquent une éducation chrétienne rigoureuse. Un temps est chaque jour dédié à la prière, l'école a lieu à la maison, la télévision est bannie du domicile. Le code vestimentaire est strict, surtout pour les jeunes filles : pas de pantalon, jupes et robes obligatoirement en dessous du genou, pas de décolleté ni d'épaules dénudées. La famille ne va pas ni à la piscine ni à la plage. La vie amoureuse des Duggar est par ailleurs très codifiée : les relations hommes/femmes ont lieu en présence d'un chaperon, pas de "dating" classique mais un "courtship" officiel, approuvé par les parents, durant lequel les accolades de bienvenue sont les seuls contacts physiques autorisés. Après les fiançailles, le couple peut se tenir par la main. Le premier baiser a lieu le jour du mariage et la première relation sexuelle durant la nuit de noces.
L'émission a été renommée 18 Kids and Counting en 2009 et 19 Kids and Counting en 2010 en raison de l'arrivée d'autres enfants. Ils ont affirmé être ouverts à d'autres grossesses, et même à l'adoption pour agrandir leur famille.
En 2014, l'émission attire en moyenne 3,9 millions de téléspectateurs et rapporte 25 millions de dollars en publicité. Les parents Duggar sont rémunérés jusqu'à 40 000 dollars par épisode .
Le nombre d'enfants élevé est en partie lié à leurs croyances baptistes fondamentalistes qui interdisent la contraception.
La famille Duggar est souvent associée au mouvement Quiverfull, en raison de son mode de vie semblable aux principes du mouvement, mais les Duggar ont nié une quelconque appartenance.

## Annulation
La série a pris fin au cours de la dixième saison en 2015 après une affaire d'abus sexuels attribués au fils aîné des parents Joshua Duggar,. Un spinoff est finalement commandé par la chaîne TLC : Jill & Jessa: Counting on. La série suit les enfants adultes de la famille, tout en excluant Josh, l'aîné. Les parents Duggar n'y font que de brèves apparitions. À la suite de trois épisodes spéciaux diffusés en décembre 2015, TLC commande plusieurs saisons de leur nouvelle émission Counting on, excluant les parents Duggar et leurs jeunes enfants.

## Membres

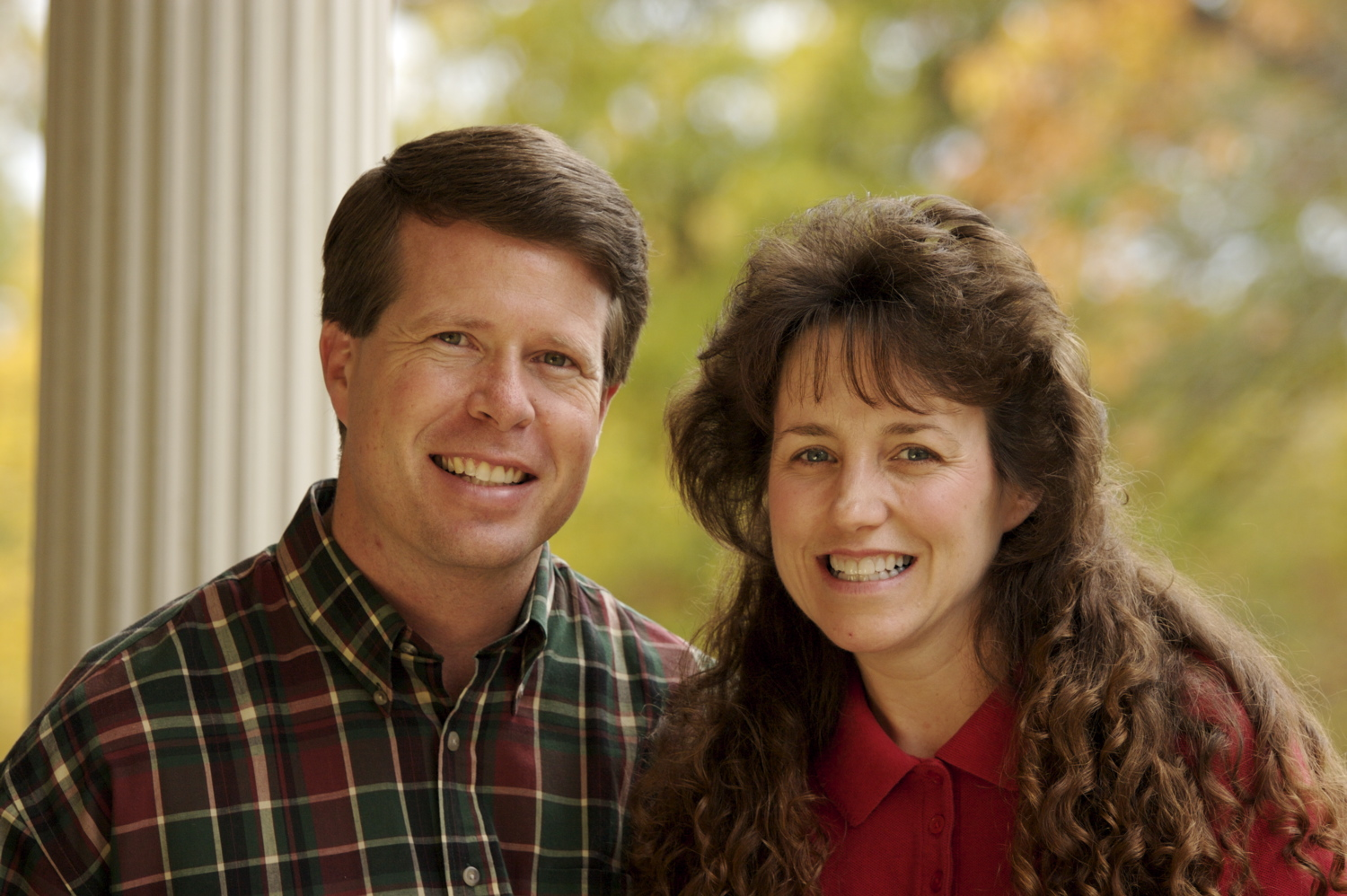
Jim Bob et Michelle Duggar en 2006.

### Parents
- James Robert "Jim Bob" Duggar – né le 18 juillet 1965 (60 ans) en Arkansas; deuxième de deux enfants
- Michelle Annette Duggar (née Ruark) –  née le 13 septembre 1966 (58 ans) en Ohio; dernière des sept enfants

Anniversaire de mariage : 21 juillet 1984

### Enfants
|    | Noms                      | Date de naissance | Notes |
| -- | ------------------------- | ----------------- | --- |
| 1  | Joshua "Josh" James       | 3 mars 1988       | Marié à Anna Keller. Trois fils et quatre filles. Jugé coupable en 2021 des chefs d'obtention et de possession de pornographie enfantine. |
| †  | Caleb Ryan                |                   | fausse couche en 1989 |
| 2  | Jana Marie                | 12 janvier 1990   | |
| 3  | John-David                | 12 janvier 1990   | Marié à Abbie Burnett. Une fille et un garçon.                                                                                            |
| 4  | Jill Michelle             | 17 mai 1991       | Mariée à Derick Dillard. Trois fils |
| 5  | Jessa Lauren              | 4 novembre 1992   | Mariée à Ben Seewald. Trois fils et deux filles.                                                                                          |
| 6  | Jinger Nicole             | 21 décembre 1993  | Mariée à Jeremy Vuolo. Deux filles et 1 fils                                                                                              |
| 7  | Joseph "Joe" Garrett      | 20 janvier 1995   | Marié à Kendra Caldwell,. Un fils et deux filles.                                                                                         |
| 8  | Josiah "Si" Matthew       | 28 août 1996      | Marié à Lauren Swanson,. Une fille |
| 9  | Joy-Anna                  | 28 octobre 1997   | Mariée à Austin Forsyth. Deux fils et une fille.                                                                                          |
| 10 | Jedidiah "Jed" Robert     | 30 décembre 1998  | Marié à Katey Nakatsu. Un fils et trois filles.                                                                                           |
| 11 | Jeremiah "Jer" Robert     | 30 décembre 1998  | Marié à Hannah Wissman. Trois filles. |
| 12 | Jason "Jase" Michael      | 21 avril 2000     | Marié à Maddie Grace Jones |
| 13 | James Andrew              | 7 juillet 2001    | |
| 14 | Justin Samuel             | 15 novembre 2002  | Marié à Claire Spivey |
| 15 | Jackson Levi              | 23 mai 2004       | |
| 16 | Johannah "Hannie" Faith   | 11 octobre 2005   | |
| 17 | Jennifer "Jenni" Danielle | 2 août 2007       | |
| 18 | Jordyn-Grace Makiya       | 18 décembre 2008  | |
| 19 | Josie Brooklyn            | 10 décembre 2009  | |
| †  | Jubilee Shalom            |                   | décédée in utero le 11 décembre 2011 |

Du 17 novembre 2017 au 31 octobre 2023, les Duggar ont la garde exclusive de Tayler Wayne Hutchins, l'arrière petit neveu de Michelle, né le 10 février 2008.

### Petits-enfants
|    | Noms                            | Date de naissance               | Parents             | Notes                         |
| -- | ------------------------------- | ------------------------------- | ------------------- | ----------------------------- |
| 1  | Mackenzie "Kynzie" Renée Duggar | 8 octobre 2009 [réf. souhaitée] | Josh et Anna        | née à la maison               |
| †  | Bébé Duggar                     |                                 | Josh et Anna        | fausse couche en 2010         |
| 2  | Michael James Duggar            | 15 juin 2011                    | Josh et Anna        | né à la maison                |
| 3  | Marcus Anthony Duggar           | 2 juin 2013                     | Josh et Anna        | né à la maison                |
| 4  | Israël David Dillard            | 6 avril 2015 [réf. souhaitée]   | Jill et Derick      | césarienne d'urgence          |
| 5  | Meredith Grace Duggar           | 16 juillet 2015                 | Josh et Anna        | née à la maison               |
| 6  | Spurgeon Elliot Seewald         | 5 novembre 2015                 | Jessa et Ben        | né à la maison                |
| 7  | Henry Wilberforce Seewald       | 6 février 2017                  | Jessa et Ben        | né à la maison                |
| 8  | Samuel Scott Dillard,           | 8 juillet 2017                  | Jill et Derick      | césarienne                    |
| 9  | Mason Garrett Duggar,           | 12 septembre 2017               | Josh et Anna        | né à la maison                |
| 10 | Gideon Martyn Forsyth           | 23 février 2018                 | Joy-Anna et Austin  | césarienne d'urgence          |
| 11 | Garrett David Duggar            | 8 juin 2018                     | Joseph et Kendra    | né à l'hôpital                |
| 12 | Felicity Nicole Vuolo,          | 19 juillet 2018                 | Jinger et Jeremy    | née à l'hôpital               |
| †  | Asa Duggar                      |                                 | Josiah et Lauren    | fausse couche en octobre 2018 |
| 13 | Ivy Jane Seewald                | 26 mai 2019                     | Jessa et Ben        | née à la maison               |
| †  | Annabell Elise Forsyth          |                                 | Joy-Anna et Austin  | fausse couche en juin 2019    |
| †  | Halleli Grace Vuolo             |                                 | Jinger et Jeremy    | fausse couche en 2019         |
| 14 | Addison Renee Duggar            | 2 novembre 2019                 | Joseph et Kendra    | née à l'hôpital               |
| 15 | Bella Milagro Duggar            | 8 novembre 2019                 | Josiah et Lauren    | née à l'hôpital               |
| 16 | Maryella Hope Duggar            | 27 novembre 2019                | Josh et Anna        | née à la maison               |
| 17 | Grace Annette Duggar            | 7 janvier 2020                  | John-David et Abbie | née à l'hôpital               |
| †  | Bébé Seewald                    |                                 | Jessa et Ben        | fausse couche en 2020         |
| 18 | Evelyn Mae Forsyth              | 21 août 2020                    | Joy-Anna et Austin  | née à l’hôpital               |
| 19 | Evangeline Jo Vuolo             | 22 novembre 2020                | Jinger et Jeremy    | née à l'hôpital               |
| 20 | Brooklyn Praise Duggar          | 19 février 2021                 | Joseph et Kendra    | née à l’hôpital               |
| 21 | Fern Elliana Seewald            | 18 juillet 2021                 | Jessa et Ben        | née à l'hôpital               |
| 22 | Madyson Lily Duggar             | 23 octobre 2021                 | Josh et Anna        |                               |
| †  | River Bliss Dillard             |                                 | Jill et Derick      | Fausse couche en 2021         |
| 23 | Truett Oliver Duggar            | 2 mai 2022                      | Jed et Katey        | né à l'hôpital                |
| 24 | Frederick Michael Dillard       | 7 juillet 2022                  | Jill et Derick      | césarienne                    |
| 25 | Charlie Duggar                  | 30 septembre 2022               | John-David et Abbie |                               |
| 26 | Brynley Noelle Duggar           | 25 décembre 2022                | Jer et Hannah       |                               |
| 27 | Gunner James Forsyth            | 17 mai 2023                     | Joy-Anna et Austin  |                               |
| 28 | Nora Kate Duggar                | 24 mai 2023                     | Jed et Katey        |                               |
| 29 | George Augustine Seewald        | 19 décembre 2023                | Jessa et Ben        |                               |
| 30 | Brielle Grace Duggar            | 24 février 2024                 | Jer et Hannah       |                               |
| †  | Isla Marie Dillard              | Fausse couche en avril 2024     | Jill et Derick      |                               |
| 31 | Bébé Duggar                     | 2024                            | Jed et Katey        |                               |

### Beaux-enfants
| Noms                           | Date de naissance | Marié avec/le et Mère/Père de                       | Notes                                                                          |
| ------------------------------ | ----------------- | --------------------------------------------------- | ------------------------------------------------------------------------------ |
| Anna Renée Keller              | 23 juin 1988      | Josh le 26 septembre 2008; Père de sept enfants     | cinquième d'une famille de huit enfants; femme au foyer                        |
| Derick Michael Dillard         | 9 mars 1989       | Jill le 21 juin 2014; Mère de deux enfants          | aîné d'une famille de trois enfants; étudiant en droit                         |
| Benjamin "Ben" Michael Seewald | 19 mai 1995       | Jessa le 1er novembre 2014; Mère de cinq enfants    | aîné d'une famille de sept enfants; diplômé en sciences politiques             |
| Jeremy Joseph Vuolo            | 5 septembre 1987  | Jinger le 5 novembre 2016; Mère de deux enfants.    | dernier d'une famille de trois enfants; ancien footballeur; pasteur protestant |
| Austin Martyn Forsyth          | 12 décembre 1993  | Joy-Anna le 26 mai 2017; Mère de trois enfants.     | deuxième d'une famille de deux enfants                                         |
| Kendra Renée Caldwell          | 11 août 1998      | Joseph le 8 septembre 2017; Père de trois enfants   | aînée d'une famille de neuf enfants; femme au foyer                            |
| Lauren Milagro Swanson         | 18 mai 1999       | Josiah le 30 juin 2018; Père d'un enfant            | aînée d'une famille de neuf enfants; femme au foyer                            |
| Abbie Grace Burnett            | 16 avril 1992     | John-David le 3 novembre 2018; Père de deux enfants | quatrième d'une famille de huit enfants; infirmière                            |
| Claire Yvonne Spivey           | 27 février 2001   | Justin le 26 février 2021                           | aînée d'une famille de six enfants                                             |
| Katey Nakatsu                  | 29 juillet 1998   | Jedidiah le 3 avril 2021; Père de deux enfants      | aînée d'une famille de deux enfants (+2 demi frères et sœurs plus âgés)        |
| Hannah Wissmann                | 23 juin 1995      | Jeremiah le 26 mars 2022. Père de deux enfants.     | neuvième d'une famille de treize enfants                                       |

### Famille
| Noms                           | Parenté                                                   | Date de naissance | Notes                                                                             |
| ------------------------------ | --------------------------------------------------------- | ----------------- | --------------------------------------------------------------------------------- |
| Mary Leona Duggar (née Lester) | mère de Jim Bob                                           | 26 mai 1941       | Décédée le 9 juin 2019 à l'âge de 78 ans.                                         |
| Deanna L. Duggar (ex Jordan)   | sœur aînée de Jim Bob                                     | 8 juillet 1963    | mère d'Amy avec Terry Jordan.                                                     |
| Amy Rachelle King (née Duggar) | nièce de Jim Bob                                          | 30 septembre 1986 | fille de Deanna Duggar et Terry Jordan; marié avec Dillon King; mère d'un enfant. |
| Tyler Wayne Hutchins           | anciennement sous la garde de Jim Bob et Michelle en 2016 | 10 février 2008   | petit-neveu de Michelle - fils de la fille de sa sœur Carolyn.                    |

## Affaires judiciaires

### Pornographie enfantine
Joshua James Duggar, né le 3 mars 1988, est l'ainé des 19 enfants de Michelle et Jim Bob Duggar. Les révélations selon lesquelles Duggar a agressé sexuellement cinq jeunes filles entre 2002 et 2003 ont conduit à l'annulation de 19 Kids and Counting en 2015. En avril 2021, Josh Duggar est arrêté pour des accusations de pédopornographie. Il est jugé à partir de novembre 2021. Le 9 décembre, il est jugé coupable des chefs d'obtention et de possession de pornographie enfantine par un grand jury. La sentence finale sera rendue dans les quatre mois et Josh Duggar est incarcéré immédiatement. Il est condamné en mai 2022 à 12 ans et 7 mois de prison.

### Mise en danger d'un enfant
Jana Duggar (en) est accusée d'avoir mis en danger le bien-être d'un enfant. En effet, alors qu'elle devait garder des enfants, l'un d'eux est sorti de la maison et s'est retrouvé à jouer près de la route, il a été raccompagné à la maison par l'un des voisin l'ayant vu. En reconnaissant sa négligence, elle a obtenu une négociation de peine, le jugement doit être rendu  en janvier 2022. Elle plaide coupable ce qui lui permet d'éviter le procès et le risque de condamnation à la prison. Par contre, elle doit payer 880 dollars d'amende et de frais divers,.